# Käpysaari (ö i Norra Savolax)
Käpysaari är en ö i Finland. Den ligger i sjön Iisvesi, Virmasvesi och Rasvanki och i kommunen Tervo i den ekonomiska regionen  Inre Savolax ekonomiska region  och landskapet Norra Savolax, i den centrala delen av landet, 300 km norr om huvudstaden Helsingfors. Öns area är 4,93 kvadratkilometer och dess största längd är 5,7 kilometer i nord-sydlig riktning.